# Agnosco veteris vestigia flammae

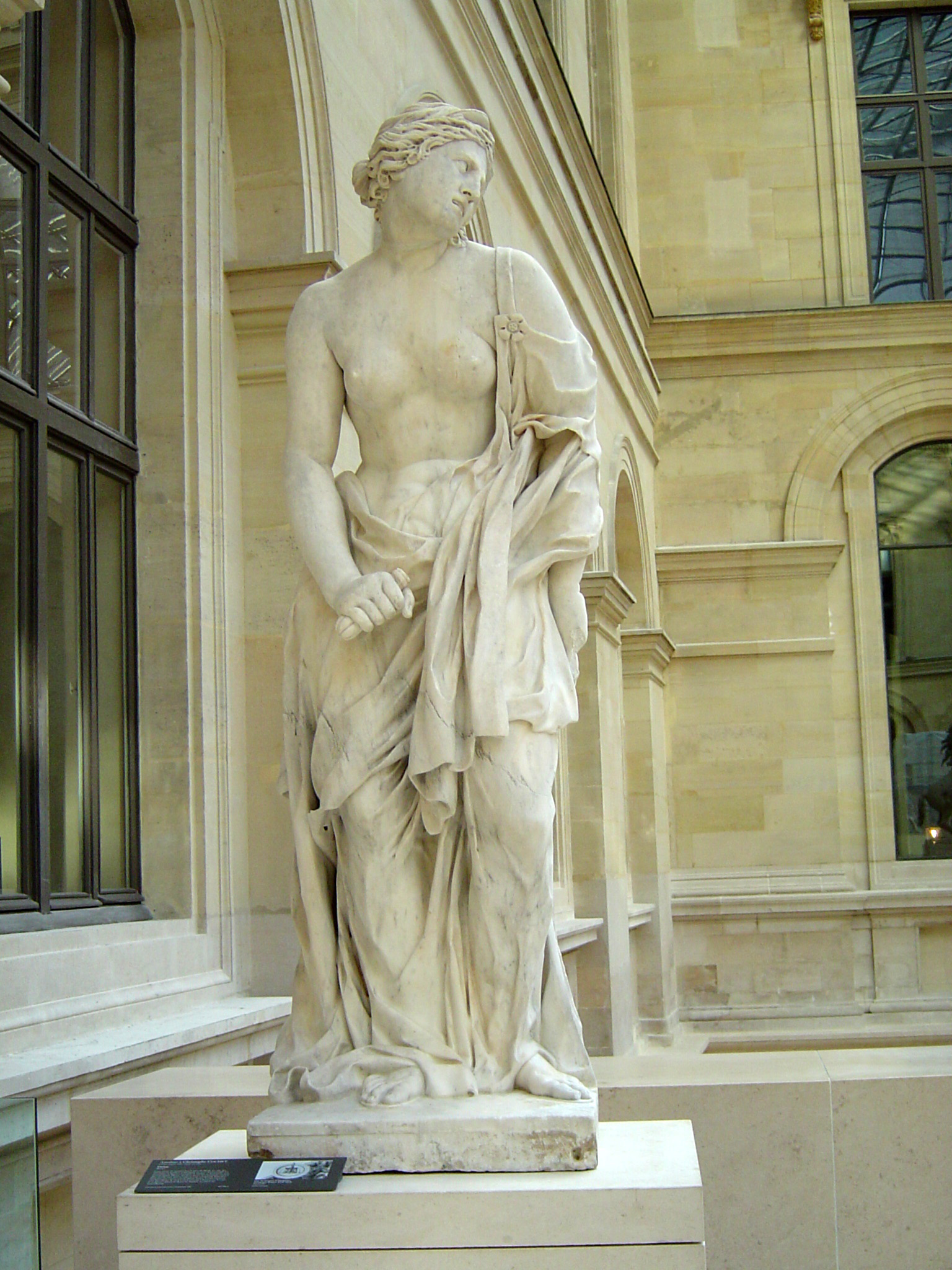
Статуя Дидоны

Agnosco veteris vestigia flammae — Узнаю́ следы прежнего огня. Латинская крылатая фраза, впервые встречающаяся в поэме Вергилия «Энеида».

## Источник
«Энеида», IV, 23. Эту фразу произносит карфагенская царица Дидона, когда вспоминая о своём покойном супруге, говорит о любви к троянскому герою Энею:
Anna, fatebor enim, miseri post fata Sychaei 

coniugis et sparsos fraterna caede Penates 

solus hic inflexit sensus animumque labantem 

impulit. Agnosco veteris vestigia flammae. 

Aннa, созна́юсь, с тех пор, как свершилась супруга Сихея 

Бедного участь и брат окровавил убийством пенатов, — 

Он один лишь склонил мои чувства и зыбкую душу 

Тронул; я узнаю́ огня ощущенье былого!  

(перевод Валерия Брюсова и Сергея Соловьева)

## Примеры употребления
- Данте, Божественная комедия, Чистилище, песнь XXX:

per dicere a Virgilio: 'Men che dramma 

di sangue m’è rimaso che non tremi: 

conosco i segni de l’antica fiamma.
Сказать Вергилию: «Всю кровь мою 

Пронизывает трепет несказанный: 

Следы огня былого узнаю́!»
- Кто отнимет у муз любовные вымыслы, тот похитит у них драгоценнейшее из их сокровищ; а кто заставит любовь отказаться от общения с поэзией и от её помощи и услуг, тот лишит её наиболее действенного оружия; и сделавший это обвинил бы тем самым бога близости и влечения и богинь, покровительниц человечности и справедливости, в чёрной неблагодарности и в отсутствии чувства признательности. Я не настолько давно уволен в отставку из штата и свиты этого бога, чтобы не помнить о его мощи и доблести: agnosco veteris vestigia flammae. Мишель Монтень, О стихах Вергилия (Опыты, кн. 3, с. 85).